# Герб Федерации Боснии и Герцеговины
Герб Федерации Боснии и Герцеговины (босн. и хорв. Grb Federacije Bosne i Hercegovine, серб. Грб Федерације Босне и Херцеговине) — бывший герб Федерации Боснии и Герцеговины принятый 5 ноября 1996 года, отменённый 31 марта 2007 года.
В верхней части герба находятся геральдические эмблемы боснийских мусульман (желтая лилия на зелёном щите) и боснийских хорватов (красно-белая «шаховница»). Внизу 10 расположенных в круге звезд «европейского» дизайна, символизирующих 10 кантонов федерации.

Печать Правительства Федерации Боснии и Герцеговины

Конституционный суд Боснии и Герцеговины проголосовал против использования символики Федерации, как не предусмотренной конституцией. 31 марта 2007 года это решение было опубликовано в «Правительственном вестнике Боснии и Герцеговины», что стало официальным запретом использования флага и герба Федерации Боснии и Герцеговины.